# 狗屎寫手
《狗屎寫手》（英語：Ghost Writer），為薩泰爾娛樂出品，共四季，總集數68集，以脫口秀Open Mic形式演出的一檔網路節目，以YouTube作為主要放映平台。固定模式為一人戴著耳機上台，由後台的人員(稱為狗屎槍手)念出台詞，請台上的人照著念並適時表演。因邀請許多知名藝人、網路創作者，且透過他們親口說出關於自身的辛辣笑話，為當紅的網路節目之一。

目前常駐的狗屎槍手有曾博恩、賀瓏、菜冠雙頭、馬克吐司，皆為薩泰爾娛樂員工或是卡米地喜劇俱樂部表演的喜劇演員。

## 第一季 (共28集)
| 影片標題                                                           | 來賓                     | 首播日期       | 備註                               |
| ------------------------------------------------------------------ | ------------------------ | -------------- | ---------------------------------- |
| 【#狗屎寫手】剪輯師強尼，是個意外謙虛的人                          | 薩泰爾娛樂 剪輯師 強尼   | 2020年4月1日   |                                    |
| 【#狗屎寫手】阿滴真的被玩壞了                                      | 阿滴                     | 2020年4月17日  |                                    |
| 【#狗屎寫手】坤達開婊木曜團員？！                                  | 謝坤達                   | 2020年5月29日  |                                    |
| 【#狗屎寫手】喬瑟夫的助理，爆料應徵上薩泰爾的過程 （2020年3月5日） | 薩泰爾娛樂 製作助理 多多 | 2020年6月21日  | 標題日期為影片拍攝日期             |
| 【#狗屎寫手】古娃娃下了很大的決心才來這個單元的                    | 古娃娃                   | 2020年6月28日  |                                    |
| 【#狗屎寫手】現在不能走心LIVE！酷炫 vs. 蕾菈                       | 反骨男孩 酷炫、蕾菈      | 2020年7月10日  | 第一次遙控roast battle             |
| 【#狗屎寫手】昊 are you？                                          | How How                  | 2020年7月14日  |                                    |
| 【#狗屎寫手】英文指考12分的老Ｋ，也能上英文open mic？              | 薩泰爾娛樂 老K(已退出)   | 2020年7月20日  | 為廠商置入業配影片                 |
| 【#狗屎寫手】羅時豐也曾經是個風流的羅姓歌手                        | 羅時豐                   | 2020年8月1日   |                                    |
| 【#狗屎寫手】志祺欺人太甚                                          | 張志祺                   | 2020年8月8日   |                                    |
| 【#狗屎寫手】陳零九是個高級玩家                                    | 陳零九                   | 2020年8月28日  |                                    |
| 【#狗屎寫手】超粒方講出比花木蘭更糟糕的真人版電影                  | 超粒方                   | 2020年9月12日  |                                    |
| 【#狗屎寫手】異鄉人被中國新說唱封殺？（假的）                      | 異鄉人 Outlander         | 2020年9月5日   |                                    |
| 【#狗屎寫手】賀瓏已經身敗名裂                                      | 薩泰爾娛樂 賀瓏          | 2020年9月17日  |                                    |
| 【#狗屎寫手】繡惠姐驚爆演藝圈潛規則！（假的）                      | 楊繡惠                   | 2020年9月25日  |                                    |
| 【#狗屎寫手】中秋阿圓人團圓                                        | 阿圓                     | 2020年10月2日  |                                    |
| 【#狗屎寫手】郭書廷的擇偶條件大公開                                | 郭書廷                   | 2020年10月9日  |                                    |
| 【#狗屎寫手】詹惟中終於透露去年為何支持韓總                        | 詹惟中                   | 2020年10月16日 |                                    |
| 【#狗屎寫手】哈孝遠做事只做半套！                                  | 哈孝遠                   | 2020年10月23日 |                                    |
| 【#狗屎寫手】吳鳳笑話不好笑砍頭                                    | 吳鳳                     | 2020年11月6日  |                                    |
| 【#狗屎寫手】竹科主管：你董至成嗎？                                | 董至成                   | 2020年11月13日 |                                    |
| 【#狗屎寫手】小哥哥艾理艾理艾理隨時都要一起                        | 小哥哥艾理               | 2020年11月20日 |                                    |
| 【#狗屎寫手】滅火器都滅不了的火                                    | 滅火器樂團 楊大正        | 2020年11月27日 |                                    |
| 【#狗屎寫手】彩樺洋溢                                              | 王彩樺                   | 2020年12月6日  |                                    |
| 【#狗屎寫手】博恩為了專場下海自取其辱                              | 薩泰爾娛樂 曾博恩        | 2020年12月11日 | 為宣傳自己脫口秀專場《雙聲道》影片 |
| 【#狗屎寫手】謝忻會來亂談什麼話題呢？                              | 謝忻                     | 2020年12月19日 |                                    |
| 【#狗屎寫手】澎恰恰連這種通告費也要賺                              | 澎恰恰                   | 2020年12月25日 |                                    |
| 【#狗屎寫手】蔡阿嘎爆出二伯被打驚人內幕                            | 蔡阿嘎                   | 2021年1月1日   |                                    |

## 第二季 (共16集)
| 影片標題                                           | 來賓                | 首播日期      | 備註             |
| -------------------------------------------------- | ------------------- | ------------- | ---------------- |
| 【#狗屎寫手】白癡公主也能被玩壞？                  | 白癡公主            | 2021年3月19日 |                  |
| 【#狗屎寫手】茵聲自爆這群人內部超不合！            | 這群人 鄭茵聲       | 2021年3月26日 |                  |
| 【#狗屎寫手】啊Fred不是什麼都敢講？講啊！          | Fred                | 2021年4月2日  |                  |
| 【#狗屎寫手】林采緹的大麻煩                        | 林采緹              | 2021年4月9日  |                  |
| 【#狗屎寫手】小A辣的利菁之路                       | 小A辣               | 2021年4月16日 |                  |
| 【#狗屎寫手】酸酸知道－如何寫T型公式               | 酸酸                | 2021年4月23日 |                  |
| 【#狗屎寫手】唐從聖的炎上前哨戰？                  | 唐從聖              | 2021年4月30日 |                  |
| 【#狗屎寫手】鐵牛抖出頑Game過去的心結！            | 鐵牛                | 2021年5月7日  |                  |
| 【#狗屎寫手】助理凱文認愛喬瑟夫                    | 薩泰爾娛樂 助理凱文 | 2021年5月14日 |                  |
| 【#狗屎寫手】草爺在次說明狂人娛樂解散事件          | 含羞草 草爺         | 2021年5月21日 |                  |
| 【#狗屎寫手】史上最重量級來賓！大淵之肥男幫幫忙    | 大淵                | 2021年5月28日 |                  |
| 【#狗屎寫手】本本酒精流氓的出處原來是？            | 本本                | 2021年6月4日  |                  |
| 【#狗屎寫手】白雲當年拍三級片是被騙的 feat. 唐從聖 | 白雲、唐從聖        | 2021年6月11日 | 唐從聖為後台操控 |
| 【#狗屎寫手】黑歷史！那些被狗屎寫手刪掉的段子      | 薩泰爾娛樂 幕後寫手 | 2021年6月18日 | 特別節目         |
| 【#狗屎寫手】寫手們最愛的笑話跟觀眾們一樣嗎？      | 薩泰爾娛樂 幕後寫手 | 2021年6月25日 | 特別節目         |
| 【#狗屎寫手】饒舌歌手 MC HotDog 上台嘻嘻哈哈       | MC HotDog           | 2021年7月2日  |                  |

## 第三季 (共13集)
| 影片標題                                                               | 來賓                  | 首播日期       | 備註 |
| ---------------------------------------------------------------------- | --------------------- | -------------- | ---- |
| 【#狗屎寫手】賤葆化解貼圖事件的內幕！                                  | J-Bao賤葆             | 2021年10月8日  |      |
| 【#狗屎寫手】小明星大根班！爆料多人混戰事件！                          | 大根                  | 2021年10月15日 |      |
| 【#狗屎寫手】ＱＱㄋㄟㄋㄟ的出處｜#Chill革命 現場版｜ @喬瑟夫 ChillSeph | 喬瑟夫 ChillSeph      | 2021年10月22日 |      |
| 【#狗屎寫手】黃鐙輝要求岳母把偷的錢吐出來                              | 黃鐙輝                | 2021年10月29日 |      |
| 【#狗屎寫手】股癌現身！狗屎版QA環節透露致富密碼                        | 股癌                  | 2021年11月5日  |      |
| 【#狗屎寫手】小優最尖端的美照大放送                                    | 小優                  | 2021年11月12日 |      |
| 【#狗屎寫手】啾啾鞋讓現場反應熱超過6300kJ                              | 啾啾鞋                | 2021年11月19日 |      |
| 【#狗屎寫手】饒舌7l!ng舞蹈NIKE！大嘻嘻哈哈時代 ep1                     | 大嘻哈時代 歌手 7l!ng | 2021年11月26日 |      |
| 【#狗屎寫手】許維恩的雞白真好吃                                        | 許維恩                | 2021年12月3日  |      |
| 【#狗屎寫手】玖壹壹春風真正當上團長的原因                              | 玖壹壹                | 2021年12月10日 |      |
| 【#狗屎寫手】誰說鍾明軒不敢來的？                                      | 鍾明軒                | 2021年12月17日 |      |
| 【#狗屎寫手】張秀卿駕到！…辣妹在哪？                                   | 張秀卿                | 2021年12月24日 |      |
| 【#狗屎寫手】黃明志來敲碎你的玻璃心                                    | 黃明志                | 2021年12月31日 |      |

## 第四季 (共11集)
| 影片標題                                          | 來賓                | 首播日期       | 備註               |
| ------------------------------------------------- | ------------------- | -------------- | ------------------ |
| 【#狗屎寫手】蕭煌奇來大開你的眼界                 | 蕭煌奇 、歐k        | 2022年8月12日  | 歐k為後台操控      |
| 【#狗屎寫手】AV帝王米砂的喜劇處女秀               | 米砂                | 2022年8月19日  |                    |
| 【#狗屎寫手】炎上黑龍波                           | 黑龍、黃逸豪        | 2022年8月26日  | 黃逸豪為後台操控   |
| 【#狗屎寫手】波特王現場撩妹！竟撩到小粉紅！       | 波特王              | 2022年9月2日   |                    |
| 【#狗屎寫手】凱莉來啦！百靈果終於正式納入博恩系統 | 凱莉、 微笑丹尼     | 2022年9月9日   | 微笑丹尼為後台操控 |
| 【#狗屎寫手】放課後的徐薇老師                     | 徐薇                | 2022年9月16日  |                    |
| 【#狗屎寫手】母胎單身嗨咖的母湯笑話               | High咖邱志恒 、怡岑 | 2022年9月23日  | 怡岑為後台操控     |
| 【#狗屎寫手】《于美人》真人版（政治不正確版本）   | 于美人              | 2022年9月30日  |                    |
| 【#狗屎寫手】尊對哥哥小玉的真心話                 | 人生肥宅x尊         | 2022年10月7日  |                    |
| 【#狗屎寫手】5566小刀與團員一刀兩斷！             | 小刀 彭康育         | 2022年10月14日 |                    |
| 【#狗屎寫手】熊仔來告訴大家什麼叫PRO              | 熊仔、老K           | 2022年10月21日 | 老K為後台操控      |